# Парламентские выборы в Австралии (2013)
Парламентские выборы в Австралии прошли 7 сентября 2013 года.
На выборах избран 44-й парламент Австралии.

## Контекст выборов
Выборы 2010 года впервые с 1940 года привели к образованию парламента без большинства. Премьер-министр Австралии Джулия Гиллард от Лейбористской партии сохраняла власть благодаря объединению с единственным депутатом от партии Зелёных и 3 беспартийными членами парламента.
В выборах также принимал участие Джулиан Ассанж, возглавляющий список партии WikiLeaks в штате Виктория.
Результаты выборов в Сенат в Западной Австралии были отменены из-за потери бюллетеней. Повторные выборы были проведены в 2014 году, по результатам которых вместо партии Спорта место в сенате Австралии было занято партией Палмера.